# Narva-Jõesuu
Narva-Jõesuu (németül: Hungerburg) város Észtországban, a Finn-öböl partján.

## Fekvése
A település Észtország északkeleti csücskében fekszik a Narva folyó torkolatánál, az orosz határ mentén. Homokstrandja kb. 7 km hosszú.

## Története
A település a 19. században indult fejlődésnek, amikor a megnövekedett szentpétervári társadalom fürdővárosként, gyógyhelyként kezdte kezelni.
Manapság a legfontosabb észt üdülőhelyek egyike.

## Népessége
| Lakosok száma | 2632 | 2655 | 2630 | 2619 | 2651 | 2620 | 2681 | 2536 | 2618 | 2622 |
|               | 2011 | 2014 | 2015 | 2016 | 2017 | 2019 | 2020 | 2021 | 2023 | 2024 |

## Gazdasága
A kisváros turisztikai berendezkedésű.

## Látnivalók
Két evangélikus és egy ortodox templom áll a település központjában.

## Nevének jelentése
A helység neve a Narva folyó torkolatára utal (szó szerint „Narva torkolata”).

## Testvérvárosai
- Imatra, Finnország
- Kronstadt, Oroszország

## Fordítás
- Ez a szócikk részben vagy egészben  a   Narva-Jõesuu című német Wikipédia-szócikk fordításán alapul.  Az eredeti cikk szerkesztőit annak laptörténete sorolja fel. Ez a jelzés csupán a megfogalmazás eredetét és a szerzői jogokat jelzi, nem szolgál a cikkben szereplő információk forrásmegjelöléseként.